# بنك فدرال لبنان
بنك فدرال لبنان (Federal Bank of Lebanon SAL)، من مصارف لبنان المالية. أسسه عام 1952 رجل الأعمال مشال أيوب صعب 

يملك البنك 9 فروع في بيروت وجبل لبنان.